# Peponidium lanceolatifolium
Peponidium lanceolatifolium är en måreväxtart som beskrevs av Alberto Judice Leote Cavaco. Peponidium lanceolatifolium ingår i släktet Peponidium och familjen måreväxter. Inga underarter finns listade i Catalogue of Life.